# Bobbenarve
Bobbenarve är en gård i Öja socken på Gotland. Gården är idag belägen inom tätorten Burgsvik.
Gården med sannolikhet hög ålder. Carl Gustav Gottfried Hilfeling som i slutet av 1700-talet besökte Bobbenarve besåg här resterna av en medeltida byggnad. Ruinerna finns ännu kvar men numera syns endast stenfyllda förhöjningar i markytan på platsen. Vid den tiden bestod Bobbenarve av en byggnad med två flyglar och beboddes av en handlar Chasseur. På 1850-talet ägdes Bobbenarve av en konsul Baeckström, som lät anlägga en park vid gården på platsen för ett tidigare stenbrott. Han lät 1860 uppföra en ny huvudbyggnad, varvid den tidigare huvudbyggnaden blev arrendatorsbostad under namnet Gamla Bobbenarve. Den nya huvudbyggnaden döptes till Olivieborg efter Baeckströms hustru men fick snart namnet Karlshäll. I Geografiskt-Statistiskt Handlexikon öfver Sverige 1883 anges Bobbenarve utgöras av 35/144 mantal jämte underlydande 1/4 mantal i Bjergvede, 1/2 mantal i Ockes, 1/16 mantal i Boxarve, 1/128 mantal i Gissle, 5/16 mantal i Mårtens, 1/16 mantal i Petes, 1/16 mantal i Ronnarfve, förutom en väderkvarn i Bobbenarve.